# Peyton Watson
Peyton Tyler Watson (Long Beach, 11 settembre 2002) è un cestista statunitense.

## High school
Watson ha frequentato la Long Beach Polytechnic High School di Long Beach, in California, unendosi alla squadra da matricola. Dopo essere uscito prevalentemente dalla panchina ad inizio carriera, inizia ad assumere un ruolo da protagonista nella sua stagione da junior. Realizza infatti una media di 23,2 punti e otto rimbalzi a partita, guadagnandosi il titolo di MVP della Moore League. Watson viene invece selezionato per il McDonald's All-American Game da senior.

## College
Considerato universalmente una recluta a cinque stelle, una delle migliori ali piccole e il giocatore migliore della California della classe 2021, il 27 luglio 2020 si impegna a giocare a basket per UCLA, rifiutando le offerte di Arizona, Gonzaga, Michigan, Oregon e Washington.

## Nazionale
Ha rappresentato gli Stati Uniti alla Coppa del Mondo Under 19 del 2021, svoltasi in Lettonia. Ha tenuto una media di quattro punti, 3,4 rimbalzi e 2,7 assist a partita, aiutando la sua squadra a vincere la medaglia d'oro.

## Statistiche
| † | Denota una stagione in cui ha vinto il titolo |

### NCAA
| Anno      | Squadra     | PG | PT | MP   | TC%  | 3P%  | TL%  | RP  | AP  | PRP | SP  | PP  |
| --------- | ----------- | -- | -- | ---- | ---- | ---- | ---- | --- | --- | --- | --- | --- |
| 2021-2022 | UCLA Bruins | 32 | 0  | 12,7 | 32,2 | 22,6 | 68,8 | 2,9 | 0,8 | 0,6 | 0,6 | 3,3 |
| Carriera  | Carriera    | 32 | 0  | 12,7 | 32,2 | 22,6 | 68,8 | 2,9 | 0,8 | 0,6 | 0,6 | 3,3 |

#### Massimi in carriera
- Massimo di punti: 19 vs Bellarmine (23 novembre 2021)[10]
- Massimo di rimbalzi: 9 vs Nevada-Las Vegas (27 novembre 2021)
- Massimo di assist: 5 (2 volte)
- Massimo di palle rubate: 4 vs Stanford (30 gennaio 2022)
- Massimo di stoppate: 2 (6 volte)
- Massimo di minuti giocati: 26 vs California-Berkeley (27 gennaio 2022)

### NBA

#### Regular Season
| Anno       | Squadra        | PG  | PT | MP   | TC%  | 3P%  | TL%  | RP  | AP  | PRP | SP  | PP  |
| ---------- | -------------- | --- | -- | ---- | ---- | ---- | ---- | --- | --- | --- | --- | --- |
| 2022-2023† | Denver Nuggets | 23  | 2  | 8,1  | 49,2 | 42,9 | 55,0 | 1,6 | 0,5 | 0,1 | 0,5 | 3,3 |
| 2023-2024  | Denver Nuggets | 80  | 4  | 18,6 | 46,5 | 29,6 | 67,0 | 3,2 | 1,1 | 0,5 | 1,1 | 6,7 |
| 2024-2025  | Denver Nuggets | 68  | 18 | 24,4 | 47,7 | 35,3 | 69,3 | 3,4 | 1,4 | 0,7 | 1,4 | 8,1 |
| Carriera   | Carriera       | 171 | 24 | 19,5 | 47,2 | 32,8 | 67,3 | 3,1 | 1,1 | 0,5 | 1,1 | 6,8 |

#### Playoffs
| Anno     | Squadra        | PG | PT | MP   | TC%  | 3P%  | TL%  | RP  | AP  | PRP | SP  | PP  |
| -------- | -------------- | -- | -- | ---- | ---- | ---- | ---- | --- | --- | --- | --- | --- |
| 2023†    | Denver Nuggets | 5  | 0  | 2,8  | 40,0 | 50,0 | -    | 0,8 | 0,2 | 0,0 | 0,2 | 1,0 |
| 2024     | Denver Nuggets | 10 | 0  | 9,0  | 25,0 | 25,0 | 50,0 | 1,5 | 0,4 | 0,0 | 0,6 | 1,8 |
| 2025     | Denver Nuggets | 14 | 0  | 14,2 | 40,7 | 36,8 | 50,0 | 2,9 | 0,3 | 0,8 | 0,6 | 4,5 |
| Carriera | Carriera       | 29 | 0  | 10,4 | 36,4 | 33,3 | 50,0 | 2,1 | 0,3 | 0,4 | 0,6 | 3,0 |

#### Massimi in carriera
- Massimo di punti: 20 vs Memphis Grizzlies (28 dicembre 2023)[11]
- Massimo di rimbalzi: 9 (2 volte)
- Massimo di assist: 5 vs Brooklyn Nets (14 dicembre 2023)
- Massimo di palle rubate: 2 (6 volte)
- Massimo di stoppate: 6 vs Minnesota Timberwolves (10 aprile 2024)
- Massimo di minuti giocati: 32 vs Oklahoma City Thunder (29 dicembre 2023)

### G League
| Anno      | Squadra        | PG | PT | MP   | TC%  | 3P%  | TL%  | RP  | AP  | PRP | SP  | PP   |
| --------- | -------------- | -- | -- | ---- | ---- | ---- | ---- | --- | --- | --- | --- | ---- |
| 2022-2023 | G. Rapids Gold | 19 | 19 | 33,7 | 44,4 | 25,0 | 80,8 | 7,2 | 3,1 | 1,4 | 1,5 | 20,5 |
| Carriera  | Carriera       | 19 | 19 | 33,7 | 44,4 | 25,0 | 80,8 | 7,2 | 3,1 | 1,4 | 1,5 | 20,5 |

## Palmarès

### Nazionale
- FIBA Under-19 World Cup (2021)

### Individuale

#### High school
- Moore League MVP (2020)
- McDonald's All-American (2021)
- Jordan Brand Classic (2021)
- Nike Hoop Summit (2021)

## Vita privata
Il padre di Watson, Julio, è un rappresentante di dispositivi medici, mentre sua madre è un'organizzatrice di eventi. Ha un fratello minore, Christian, che gioca a basket alla Long Beach Polytechnic High School, e una sorella minore, Jolie Grace.